# Helmut Fischer (Germanist)
Helmut Fischer (* 5. September 1934 in Hennef-Geistingen; † 23. Juli 2023 in Hennef-Stadt Blankenberg) war ein deutscher Germanist. Er lehrte Germanistik, Literaturwissenschaft und Didaktik an der Universität Essen und lebte in Hennef-Stadt Blankenberg. Fischer befasste sich auch mit der Erzählforschung und Sagen im Rheinland. Im Jahr 2002 erhielt er den Europäischen Märchenpreis.

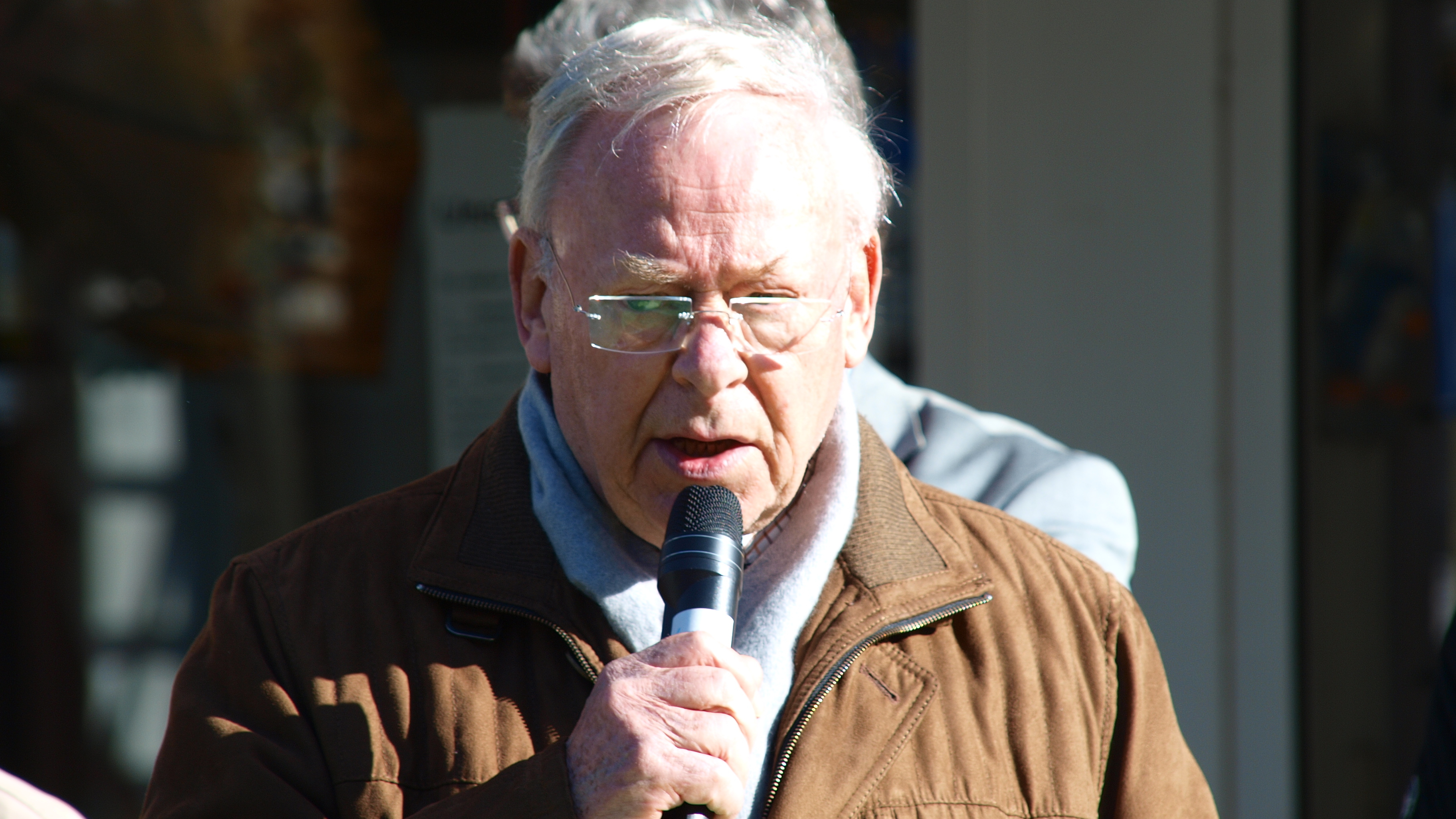
Helmut Fischer (2015)

## Werdegang und Familiäres
Fischer erwarb sein Abitur 1957 und studierte zunächst Geschichte, Philosophie und Sprachwissenschaften an der Universität Bonn. Gleichzeitig studierte er an der Pädagogischen Akademie Bonn auf Lehramt. Anschließend war er von 1960 bis 1964 als Volksschullehrer in Stadt Blankenberg tätig. Parallel studierte er weiter Germanistik und Geschichte. 1972 wurde er als Professor für Germanistik und Literaturwissenschaft an die Gesamthochschule Essen (seit 2003 Universität) berufen.
Fischer war Vater von zwei erwachsenen Söhnen. Mit seiner Ehefrau lebte er seit Jahrzehnten in Stadt Blankenberg.

## Engagement für Denkmalschutz
Über viele Jahrzehnte kümmerte sich Fischer um den Denkmalschutz in seiner Heimatstadt Hennef. Seit Anfang der 1980er Jahre war er dort bis zu seinem Tod ehrenamtlich als von der Stadt gewählter Denkmalbeauftragter tätig und wurde im Jahr 2022 – im Alter von 88 Jahren – erneut für fünf weitere Jahre in dieses Amt gewählt. Er hat durch seine Tätigkeit entscheidend dazu beigetragen, der Denkmalpflege in der Stadt Hennef zu einem hohen Stellenwert zu verhelfen.
Er hat in dieser Funktion zahlreiche Projekte in der Denkmalpflege angestoßen und erreicht, dass viel Erhaltenswertes unter Denkmalschutz gestellt wurde. In dieser Zeit leitete er mehr als 20 Jahre lang das Heimatmuseum im Katharinenturm von Stadt Blankenberg (Turmmuseum).
Ein besonderer Erfolg seiner Tätigkeit als Denkmalbeauftragter ist, dass der Marienwallfahrtsort Bödingen gemeinsam mit dem mittelalterlichen Ort Stadt Blankenberg per Denkmalbereichssatzung im Jahr 2008 als Historische Kulturlandschaft „Unteres Siegtal: Stadt Blankenberg - Bödingen“ unter Schutz gestellt wurde. Die Idee, Stadt Blankenberg und Bödingen gemeinsam zu betrachten, sieht Fischer als einmalig.
Fischer gehörte dem Vorstand des Verkehrs- und Verschönerungsvereins Hennef (VVV) an und war Mitherausgeber der Buchreihe mit historischen Schriften der Stadt Hennef, die unter dem Titel „Beiträge zur Geschichte der Stadt Hennef“ erscheint.
Auch für den Geschichts- und Altertumsverein für Siegburg und den Rhein-Sieg-Kreis war Fischer aktiv und hat u. a. zahlreiche Veröffentlichungen dieses Vereins verfasst, mitverfasst oder herausgegeben.

## Werke
- Erzählüberlieferung an der Sieg, 1975
- Erzählgut der Gegenwart, 1978
- Sagen des Westerwaldes, 1985
- Hennefer Sagen, 1985
- Wörterbuch der unteren Sieg, 1985
- Hennef-Bödingen, m. Werner Beutler, Neusser Druckerei und Verlag, Neuss 1990, ISBN 3-88094-659-0
- Der Rattenhund. Sagen der Gegenwart, 1991
- Kinderreime im Ruhrgebiet, 1991
- Erzählen – Schreiben – Deuten. Beiträge zur Erzählforschung. Waxmann, 2001, ISBN 978-3-8309-1036-7

## Weitere Veröffentlichungen
- Beiträge zur Geschichte der Stadt Hennef (Schriftenreihe des VVV Hennef): Mitherausgeber und regelmäßiger Autor[8]